# Acacia scirpifolia
Acacia scirpifolia är en ärtväxtart som beskrevs av Meissner. Acacia scirpifolia ingår i släktet akacior, och familjen ärtväxter. Inga underarter finns listade i Catalogue of Life.